# Градска црква Умео
Градска црква Умео (швед. Umeå stads kyrka) је црква која се налази у центру Умеа, Шведска између Ванортспаркена и сјеверне обале ријеке Уме. Отворена је 1894. 
Дизајнирана је од стране градског архитекте Фредрика Олаус Линдстрома и изграђена је у цигли са каменом темељцем. Црква је конструисана између 1892. и 1894, и трећa је у низу црква на истом мјесту. Три допунске рестаурације грађевини су дјеломично промјенили црквени оригинални изглед.

## Историја

### Прва рестаурација
Године 1929, црквено вијеће је одлучило да спроведе велике обнове цркве. Кров који прокишњава је оштетио мурал на плафону као и друга погоршања која су довела до неопходне велике обнове; прије овог времена, извршене су само мање поправке. Постојала је и жељa да се уништи архитектонска слика из 1890-тих која приказује „најтежи период декаденције архитектуре до данас“. Дворски архитект Кнут Норденскјолд је био одређен да прегледа цркву и даје сугестије за обнову, која је завршила 1930. Његови приједлози су довели до великог броја дискусија, a посебно се провлачило питање o приједлогу додавања пролаза између црквених клупа. 27. децембра 1935, црквено вијеће је коначно одлучило да имплементира приједлог дворског архитекте. Дана 17. јануара, почео је рад на цркви. Галерија оргуљa и хор су проширени; вентилациони канали су премјештени; унутрашња врата су додата главном улазу; дио пода је замјењен кречњачким плочама, и унутрашњост је префарбна у мекану бијелу. Црква је поново отворена на прву суботу у Адвенту 1937, са предсједавајућим бискупом бискупије Лулеа, Олоф Бергквист, који је учествовао у служби.

### Изградња моста
У 1971, одлучено је да се Остра Kyркогатан прошири преко ријеке Уме, додајући трећи мост граду. На почетку изградње, откривена је гробница непосредно уз цркву. У складу са законом антиквитета (Шведски: Форнминеслаген), изградања је заустављена у љето 1972, док је подручје било под истрагом од стране археолога. Првобитне границе гробљa су биле непознате и нису биле регистроване или мапиране. Ископавањем је откопано четрдесет гробних ковчега са око шездесет костура. У посљедњем гробу откривена је плоча са читко написаним именом и то је био породични гроб гувернера Пехр Адама Стромберга. Надгробни споменици нису пронађени. Сматра се да су надгробни споменици уништени у пожару 1887, као и документација породичних гробова. Након што су посмртни остаци прегледани, они су враћени цркви у пластичним врећама. Црквени домар је покопао пластичне вреће без документовања тачних локација, и након кратког времена он је умро.